# 越南—葛摩關係
越南－葛摩關係是指越南社会主义共和国與葛摩聯盟之間的關係。兩國均為不結盟運動、77國集團、法文國家及地區國際組織成員國。

## 政治交流
越南和科摩罗均曾經為法蘭西殖民帝國的一部分，直至兩國分別於1945年、1975年脫離法國獨立。科摩罗独立不久得到了越南政府的承认，但因为科摩罗国内政局不稳定，两国并未立即建立外交關係。
1986年6月，科摩罗驻新加坡名誉领事首次访问越南，并与越南政府探讨了发展商贸关系的可能性。
2013年，科摩罗驻华大使马哈茂德·穆罕默德·阿布德访问越南，并代表科摩罗政府与越南工贸部副部长黎阳光（Lê Dương Quang）签署了贸易合作备忘录。
2015年9月25日，越南与科摩罗政府代表在越南常驻联合国代表团签署了建交公报，至此，越南已经与所有前法国殖民地国家建立了外交关系。
目前两国暂未在對方首都互設大使館，越南對科摩罗的相關事務由越南駐坦桑尼亚大使館兼辖。而科摩罗对越南的相关事务则由科摩罗驻华大使馆兼辖。

## 经贸合作关系

### 贸易
据越南国家海关总署数据，2013年1月至3月，越南向科摩罗出口金额达178万美元，其中主要出口产品为水泥。但越南几乎没有从科摩罗进口任何产品。2013年，两国签署了大米贸易合作备忘录，据此，越南在2013年8月至2015年12月期间，每年将向科摩罗提供6万公吨大米。